# Crocidura hispida
Crocidura hispida – gatunek ssaka z rodziny ryjówkowatych (Soricidae).
Takson ten został opisany w 1913 roku przez Oldfielda Thomasa.
Charakteryzuje się kolczastą sierścią na grzbiecie.
Ryjówkowaty ten jest endemitem indyjskich Andamanów, gdzie ograniczony jest w swym zasięgu do północnej części Andamanu Środkowego. Żyje w ściółce wiecznie zielonych lasów tropikalnych, gdzie prowadzi nocny tryb życia. Stan populacji nieznany.
W Czerwonej księdze gatunków zagrożonych od 1996 do 2008 roku miał status gatunku zagrożonego (EN), a od 2008 status gatunku narażonego na wyginięcie (VU). Głównym zagrożeniem dla gatunku jest utrata siedliska, która może nastąpić zarówno w wyniku bezpośredniej działalności człowieka, jak i katastrof naturalnych. Jego siedlisko mogło zostać zniszczone w wyniku tsunami z 2004 roku.